# Laurent Binet
Laurent Binet (Paris, 19 de julho de 1972) é um escritor francês e professor universitário. Seu trabalho se concentra na cena política moderna na França.

## Biografia
Filho de um historiador, Laurent Binet nasceu em Paris. Ele se formou na Universidade de Paris com um diploma em Literatura. Ele ensina francês em um subúrbio parisiense e também na Universidade de Saint-Denis .
Binet foi premiado com o Prix Goncourt du Premier Roman de 2010 pelo seu primeiro romance, HHhH . O romance relata o assassinato do líder nazista Reinhard Heydrich em 1942.
Em agosto de 2012, Binet publicou " Rien ne passe comme me prévu" (Nada sai como planejado), um relato de bastidores da bem-sucedida campanha presidencial de François Hollande, que Binet testemunhou quando incorporado à equipe de campanha de Hollande.

## Obras
- La vie professionnelle de Laurent B. Little big man, 2004, ISBN 978-2-915557-52-7
- HHhH, Grasset & Fasquelle, 2010, ISBN 978-2-246-76001-6
- Rien ne passe comme prévu, Grasset, 2012, ISBN 978-2-24679933-7
- La Septième Fonction du langage, Grasset, 2015, ISBN 978-2-24677601-7    (Quem matou Roland Barthes?, 2017)